# 加茂町下津川
加茂町下津川（かもちょうしもつがわ）は岡山県津山市にある地名。郵便番号は709-3922（加茂郵便局管区）。ただし、加茂町下津川（奥津川）の範囲は、奥津川と同じ708-1201（成名郵便局管区）となる。

## 地理
加茂川の東、津川川の北に津川川に沿う形で右肩上がりの東西に広がる。津川川を挟み南には三浦（旧称：津川原）、奥津川、大吉が位置する。東は鳥取県八頭郡智頭町。奥津川、加茂町下津川、三浦の旧称の津川原、これらすべて津川川に由来する地名であり、平成の大合併前は1市2町に分散されていたが、現在はすべて津山市内。

### 河川
- 加茂川
- 津川川

## 歴史

### 沿革
- 1889年6月1日 - 町村制施行に伴い、東北条郡下津川村が同郡小渕村、公郷村、桑原村と合併し、東加茂村となる。下津川村は大字下津川となる。
- 1900年4月1日 - 東北条郡が東南条郡、西西条郡、西北条郡と合併し、苫田郡となる。
- 1924年7月1日 - 苫田郡加茂村が町制、加茂町となる。
- 1942年5月27日 -東加茂村が加茂町 、西加茂村と合併し、新たに加茂町となる。
- 1951年1月1日 - 加茂町から旧・加茂町が分離、新加茂町となる。旧・西加茂村、旧・東加茂村の範囲が加茂町として残る。
- 1954年4月1日 - 加茂町が新加茂町、上加茂村が合併、新たに加茂町となる。
- 2005年2月28日 - 加茂町が苫田郡阿波村、勝田郡勝北町、久米郡久米町とともに津山市に編入され、加茂町域の大字にはそれぞれ前に加茂町が付き、大字の文字表記を削除、大字下津川は加茂町下津川となった。

## 世帯数と人口
2021年（令和3年）1月1日現在の世帯数と人口は以下の通りである。
| 町丁         | 世帯数 | 人口  |
| ------------ | ------ | ----- |
| 加茂町下津川 | 58世帯 | 127人 |

## 小・中学校の学区
市立小・中学校に通う場合、学区は以下の通りとなる。
| 番地 | 小学校             | 中学校             |
| ---- | ------------------ | ------------------ |
| 全域 | 津山市立加茂小学校 | 津山市立加茂中学校 |

## 交通

### 道路
- 岡山県道6号津山智頭八東線

## 施設
- 下津川浄化センター
- 津川神社